# Inocêncio (conde)
Inocêncio (em latim: Inocentius) foi um oficial bizantino do século VI, ativo durante o reinado do imperador Justiniano (r. 527–565). Sua posição é incerta, mas como tinha como colega o conde Magno, é possível que ocupasse a mesma posição.

## Vida
Em 535, foi um dos três comandantes (Magno e Valentino) das unidades de cavalaria regular enviados ao Ocidente sob Belisário para retomar a Itália. Em fevereiro de 537, logo após o Cerco de Roma começar, alguns soldados bárbaros da unidade de cavalaria comandada por ele foram registrados desertando para os ostrogodos. No inverno de 545/6, estava no comando da guarnição de Porto. Na ocasião, Belisário enviou Valentino e Focas para reforçá-lo e ajudar Bessas em Roma. Se sabe, segundo Procópio, que um de seus homens desertou para o rei Tótila (r. 541–552) e traiu os planos de Valentino e Focas.